# Боснийская Википедия
Босни́йская Википе́дия (босн. Wikipedia na bosanskom jeziku) — раздел Википедии на боснийском языке. Раздел был создан 12 ноября 2002 года.
На сегодняшний день количество статей в разделе составляет 95 595. По числу статей раздел находится на 77 месте. Всего в разделе зарегистрировано 170 497 участников, из них 161 активных.

## Комьюнити
17 февраля 2007 года члены боснийского вики-сообщества провели первую личную встречу в Сараево. В том же году была проведена ещё одна встреча, за которой последовали встречи в 2008 и 2011 годах.